# Acrocercops pnosmodiella
Acrocercops pnosmodiella är en fjärilsart som först beskrevs av August Busck 1902.  Acrocercops pnosmodiella ingår i släktet Acrocercops och familjen styltmalar. Inga underarter finns listade i Catalogue of Life.